# Jo Tong-sop
Jo Tong-sop (* 1. Mai 1959 in Pjöngjang) ist ein ehemaliger nordkoreanischer Fußballspieler und zweimaliger Trainer der nordkoreanischen Fußballnationalmannschaft.

## Karriere als Spieler
Als Spieler war Jo Teil der nordkoreanischen Fußballauswahl im Jahr 1986, mit der er den King’s Cup gewinnen konnte, der Gegner Aarhus GF konnte mit 2:1 besiegt werden. 20 Jahre lang war Jo als Fußballspieler aktiv.

## Karriere als Trainer
Jo war Trainer der nordkoreanischen U-17, U-20 und der U-23. Er führte Nordkoreas U-19 zum dritten Sieg der U-19-Fußball-Asienmeisterschaft 2010. Zudem gewann er, damals als Assistent, 2010 den AFC Challenge Cup 2010 mit der A-Nationalmannschaft.
Sein erstes Spiel als Cheftrainer war ein Freundschaftsspiel gegen Kuwait, welches verloren ging. Seinen ersten Sieg feierte bei einem 1:0-Sieg gegen Katar. Die Fußball-Asienmeisterschaft 2011 verlief enttäuschend, da Jos Mannschaft lediglich einen Punkt holen konnte und bereits in der Vorrunde ausschied. Ähnlich schlecht lief es bei der Fußball-Asienmeisterschaft 2015, bei der Nordkorea ebenfalls in der Vorrunde ausschied. Jo wurde anschließend von seinem Amt entbunden und durch Kim Chang-bok ersetzt.

## Erfolge

### Als Spieler
- Gewinn des King’s Cup 1986 mit der nordkoreanischen Nationalmannschaft

### Als Trainer
- Gewinn der U-19-Fußball-Asienmeisterschaft 2010 mit der nordkoreanischen U-19